# 포스코미술관
포스코미술관은 서울특별시 강남구 대치동에 위치한 미술관이다.

## 같이 보기
- 대한민국의 박물관과 미술관 목록
- 포스코